# Mat Teeuwen
Mat Teeuwen (Helden, 23 november 1945) is een voormalig Nederlands voetbalkeeper die tijdens zijn profloopbaan uitsluitend voor FC VVV uitkwam.
Teeuwen verdedigde als 16-jarige het doel van SV Egchel. In 1969 maakte hij de overstap van deze derdeklasser naar het betaald voetbal. Na het stoppen van Frans Swinkels kwam FC VVV bij de zoektocht naar een doelman uit de eigen regio uit bij de Egchelnaar die onder trainer Theo Breukers prompt eerste doelman werd. In het seizoen 1970-71 belandde hij echter op de bank. De nieuwe trainer Josef Gesell gaf de voorkeur aan de naar FC VVV teruggekeerde Piet Schroemges. Ook in de daaropvolgende twee seizoenen bleef Teeuwen tweede keus achter Schroemges.
In 1973 keerde hij terug naar de amateurs en verdedigde nog drie jaar het doel van VV Baarlo en RKMSV. Vanwege een knieblessure moest Teeuwen in 1976 stoppen met zijn actieve voetbalcarrière. Nadien werd hij trainer in het amateurvoetbal, bij achtereenvolgens GFC '33, FC Steyl '67, RKESV, RKSVW, RKVV Heel, Venlosche Boys, Quick Boys '31, het tweede elftal van SV Panningen, VV Koningslust, Bieslo, Belfeldia en opnieuw GFC '33. Bij laatstgenoemde club zette hij in 2008 een punt achter zijn trainersloopbaan.

## Clubstatistieken
| Seizoen         | Club            | Competitie      | Competitie | Competitie | Beker | Beker | Overige | Overige | Totaal | Totaal |
| Seizoen         | Club            | Competitie      | Wed.       | Dlp.       | Wed.  | Dlp.  | Wed.    | Dlp.    | Wed.   | Dlp.   |
| --------------- | --------------- | --------------- | ---------- | ---------- | ----- | ----- | ------- | ------- | ------ | ------ |
| 1969/70         | FC VVV          | Tweede divisie  | 25         | 0          | 1     | 0     | —       | —       | 26     | 0      |
| 1970/71         | FC VVV          | Tweede divisie  | 3          | 0          | 0     | 0     | —       | —       | 3      | 0      |
| 1971/72         | FC VVV          | Eerste divisie  | 0          | 0          | 0     | 0     | —       | —       | 0      | 0      |
| 1972/73         | FC VVV          | Eerste divisie  | 10         | 0          | 0     | 0     | —       | —       | 10     | 0      |
| Carrière totaal | Carrière totaal | Carrière totaal | 38         | 0          | 1     | 0     | 0       | 0       | 39     | 0      |